# Герхард Херцберг
Герхард Хајнрих Фридрих Ото Јулијус Херцберг, члан Краљевског друштва (25. децембар 1904 − 3. март 1999) био је немачко - канадски физичар и физикохемичар, који је 1971. године добио Нобелову награду за хемију, „за допринос познавању електронске структуре и геометрије молекула, посебно слободних радикала“. Главно Херцбергово интересовање односило се на атомску и молекуларну спектроскопију. Познат је по коришћењу ових техника за одређивање структуре двоатомних и полиатомних молекула, укључујући слободне радикале које је тешко истражити на други начин, а за хемијску анализу астрономских објеката. Херцберг је радио као канцелар Универзитета Карлетон у Отави, Онтарио, Канада, од 1973. до 1980.

## Младост и породица
Херцберг је рођен у Хамбургу, у Немачкој, 25. децембра 1904. у породици Албина Х. Херцберга и Еле Бибер. Имао је старијег брата Валтера, који је рођен у јануару 1904. Херцберг је касно пошао у школу, након заразе од морбила. Герхард и његова породица били су атеисти и ову чињеницу су скривали. Његов отац је умро 1914. године, у 43. години живота, након што је патио од отока и компликација због стања срца. Херцберг је дипломирао убрзо након очеве смрти. Његова супруга је умрла 1971.

## Образовање и каријера
У почетку је Херцберг размишљао о каријери у астрономији, али му је враћен захтев за опсерваторију у Хамбургу, са саветом да не започне каријеру у овој области без приватне финансијске подршке. По завршетку средње школе Gelehrtenschule des Johanneums, Херцберг је наставио школовање на Универзитету технологије у Дармштату уз помоћ приватне стипендије.   Херцберг је завршио свој докторски степен под вођством Ханса Рауа 1928. године.
- 1928 − 2013; 30. Пост-докторски рад на Универзитету у Гетингену и на Универзитету у Бристолу под руководством Џејмса Франка, Макса Борна, Џона Ленард-Џонса
- 1930. Дармштат Универзитет технологије: Приватдоцент (предавач) и виши асистент за физику
- 1935. гостујући професор на Универзитету Саскачеван (Саскатун, Канада)
- 1936 − 2013; 45. професор физике на Универзитету у Саскачевану
- 1939. Члан Краљевског друштва Канаде
- 1945 - 2013; 48. професор спектроскопије, опсерваторија Јеркес, Универзитет у Чикагу (Чикаго, Сједињене Државе)
- 1948. директор Одељења за чисту физику, Национално истраживачко веће Канаде
- 1951. члан Краљевског друштва у Лондону[10]
- 1957 - 2013; 63. потпредседник Међународне уније за чисту и примењену физику
- 1956 - 2013; 7 председник Канадског удружења физичара
- 1960. Bakerian предавач у Краљевском друштву у Лондону
- 1966 - 2013; 67. председник Краљевског друштва Канаде
- 1968. пратилац Канадског реда
- 1968. Џорџ Фишер Бејкер, нерезидентни предавач хемије на Универзитету Корнел (Итака, Сједињене Државе)
- Награда Вилард Гибс за 1969. годину
- 1969. угледни научни истраживач у рекомбинованом одељењу за физику, при Националном истраживачком савету Канаде
- 1970. Предавач Лондонског хемијског друштва добија Фарадејеву медаљу
- 1971. Нобелова награда за хемију „за допринос познавању електронске структуре и геометрије молекула, посебно слободних радикала“[11]
- Краљевска медаља Краљевског друштва из Лондона 1971
- 1973-1980. канцелар Универзитета Карлетон (Отава, Онтарио, Канада)
- 1981. Члан оснивач Светског културног савета[12]
- 1992. Заклетва у Краљевском тајном већу за Канаду
- 1999. умро у 94. години.

## Почасти и награде
Херцбергова најзначајнија награда била је Нобелова награда за хемију 1971. године, која јој је додељена „за допринос познавању електронске структуре и геометрије молекула, посебно слободних радикала“. Током презентацијског говора забележено је да је у време доделе награда Херцберг „генерално сматран најистакнутијим молекуларним спектроскопистом света“.
Херцберг је почаствован чланствима или стипендијама од стране великог броја научних друштава, добио је многе награде и почасне дипломе у различитим земљама. Канадска Златна медаља Герхард Херцберг за науку и инжењерство, највећа канадска награда за истраживање, именована је у његову част 2000. године. Канадско удружење физичара такође има годишњу награду која се назива његовим именом. По њему је назван Институт за астрофизику Херцберг. Постао је члан Међународне академије квантне молекуларне науке. Астероид 3316 Херцберг је назван по њему. 1964. године Optical Society of America му је доделило медаљу. На Универзитету Карлетон постоји зграда названа по њему која припада Одељењу за физику и математику/статистику, лабораторија Херцберг. Херцберг је изабран за члана Краљевског друштва (ФРС) 1951. године.
По њему је названа главна зграда колеџа Џон Абот у Монтреалу. Јавни парк у четврти Колеџ Парк у Саскатуну такође носи његово име.

## Књиге и публикације
Херцберг је аутор неких класичних дела на пољу спектроскопије, укључујући Атомске спектре и атомску структуру и енциклопедијско четворотомно дело: Молекуларни спектри и молекуларна структура, које се често назива библијом спектроскопије. Три свеске издао је Кригер 1989. године, укључујући и опсежне нове фусноте Херцберга. Четврти том из серије, „Константе двоатомних молекула“ представља искључиво референтно дело, то је збирка познатих спектроскопских константи (и према томе библиографија молекуларне спектроскопије) двоатомских молекула све до 1978.
- Атомски спектри и атомска структура. (Dover Books, Њујорк, (2010)  0-486-60115-3 )
- Спектри и структуре једноставних слободних радикала: Увод у молекуларну спектроскопију. (Dover Books, Њујорк, (1971)  0-486-65821-X).
- Молекуларни спектри и молекуларна структура: 1. Спектри диатомских молекула. (Кригер, (1989)  0-89464-268-5 )
- Молекуларни спектри и молекуларна структура: 2. Инфрацрвени и раман спектри полиатомских молекула. (Кригер, (1989)  0-89464-269-3)
- Молекуларни спектри и молекуларна структура: 3. Електронски спектри и електронска структура полиатомских молекула. (Кригер, (1989)  0-89464-270-7)
- Молекуларни спектри и молекуларна структура 4. Константе диатомских молекула, К.П. Хубер и Г. Херцберг, (Van nostrand Reinhold company, Њујорк, (1979)  0-442-23394-9).